# جيا كوبولا
جيا كوبولا (بالإنجليزية: Gia Coppola)‏ هي كاتبة مسرحية وكاتبة سيناريو وكاتِبة ومخرجة وممثلة أمريكية، ولدت في 1987 بلوس أنجلوس في الولايات المتحدة.

## أعمال

### أفلام
- (1990)  الجزء الثالث[6][7][8]

## وصلات خارجية
- جيا كوبولا على موقع IMDb (الإنجليزية)
- جيا كوبولا على موقع ألو سيني (الفرنسية)
- جيا كوبولا على موقع أول موفي (الإنجليزية)
- جيا كوبولا على موقع قاعدة بيانات الأفلام السويدية (السويدية)
- جيا كوبولا على موقع ديسكوغز (الإنجليزية)
- جيا كوبولا على موقع قاعدة بيانات الفيلم (الإنجليزية)
- جيا كوبولا على موقع كينوبويسك (الروسية)